# Gare du Tech
La gare du Tech est une gare ferroviaire française, fermée, de la ligne d'Arles-sur-Tech à Prats-de-Mollo, située sur le territoire de la commune du Tech, dans le département des Pyrénées-Orientales, en région administrative Occitanie.
Elle est mise en service en 1913 par la Compagnie des chemins de fer des Pyrénées-Orientales (CFPO) et fermée au service des voyageurs en 1937 par la CFPO.

## Situation ferroviaire
Établie à 519 mètres d'altitude, la gare du Tech est située au point kilométrique (PK) 13.200 de la ligne d'Arles-sur-Tech à Prats-de-Mollo, entre les gares de Puig Redon et de Prats-de-Mollo.

## Histoire
La gare du Tech est mise en service le 1er août 1913 par la Compagnie des chemins de fer des Pyrénées-Orientales (CFPO), lorsqu'elle ouvre à l'exploitation la ligne d'Arles-sur-Tech à Prats-de-Mollo.
Cette gare est fermée le 1er juin 1937 lors de la fermeture de la ligne par CFPO.

## Patrimoine ferroviaire
En septembre 2008, le bâtiment de la gare est toujours présent.